# Trifolium multinerve
Trifolium multinerve är en ärtväxtart som beskrevs av Achille Richard. Trifolium multinerve ingår i släktet klövrar, och familjen ärtväxter. Inga underarter finns listade i Catalogue of Life.